# IsoHunt
isoHunt was een website met een index van een grote hoeveelheid torrentlinks. Op de website zelf stond geen auteursrechtelijk beschermd materiaal, maar met behulp van de zoekmachine kon men eenvoudig dergelijk materiaal illegaal downloaden. isoHunt was een van de populairste torrentwebsites. De website werd in januari 2003 opgericht door de Canadese student Gary Fung.
In 2006 spande de Motion Picture Association of America (MPAA) namens diverse filmbedrijven, waaronder Paramount Pictures en 20th Century Fox, een zaak tegen Fung aan wegens auteursrechtenschendingen door isoHunt. Hij weersprak de aantijgingen door te stellen dat isoHunt net als Google een zoekmachine is. De website zou volgens hem moeten worden beschermd door de Digital Millennium Copyright Act (DMCA), waarin staat dat internetbedrijven niet aansprakelijk zijn voor auteursrechtenschendingen van hun gebruikers, mits deze op verzoek van de rechthebbende(n) worden verwijderd. Het 9th U.S. Circuit Court of Appeals sprak zich in maart 2013 uit over de zaak. De rechters oordeelden dat isoHunt niet door de DMCA werd beschermd, omdat de website haar bezoekers zou uitnodigen of aanmoedigen om aan piraterij deel te nemen.
Op 17 oktober 2013 werd bekend dat Fung een schikking met de MPAA had getroffen. Hij kondigde aan dat hij op 22 oktober de website uit de lucht zou halen en dat hij de MPAA een bedrag van 110 miljoen dollar zou betalen, hoewel hij in werkelijkheid niet over een dergelijke som geld beschikte. Hij zette de website uiteindelijk een dag eerder stop om te voorkomen dat de index zou worden gearchiveerd. Ook andere, aan isoHunt gerelateerde websites van Fung werden opgeheven.
Tegen het einde van oktober 2013 echter, werden twee sites met inhoud vermoedelijk in spiegelbeeld van isohunt.com vermeld in de computer media. Een van hen - isohunt.to - werd een feitelijke vervanging van de oorspronkelijke site.